# MBT-70
MBT-70 (акр. Main Battle Tank [for the] 1970s; нем. KPz 70  с англ. — «основной боевой танк для 1970-х») — совместный американо-западногерманский проект по созданию перспективного основного боевого танка для вооружения армий обоих государств. Проект относится ко второй половине 1960-х годов; основной целью проекта стало создание замены танку M60, способной превзойти перспективный основной танк СССР (англ. Future Soviet Tank, FST), которым впоследствии оказался танк Т-64.
В MBT-70 было воплощено множество оригинальных для своего времени технических решений, таких как низкий силуэт с расположением механика-водителя в башне танка, регулируемая гидропневматическая подвеска, применение комбинированной брони, дистанционно управляемая станция вспомогательного вооружения, и (на американском варианте) совмещённая с пусковой установкой противотанковых управляемых реактивных снарядов 152-мм танковая пушка. Поскольку MBT-70 создавался как превосходящая система оружия (англ. superior tank system), его комплекс вооружения был рассчитан на поражение всех перспективных бронированных целей с обеспечением беспрецедентных (на 1965 год), в расчёте на перспективу, показателей бронепробиваемости по гомогенной стальной броне: 250 мм/60°/2000 м — при стрельбе бронебойным оперённым подкалиберным снарядом (БОПС); и 600 мм/0° — при стрельбе ПТУРС.
Несмотря на относительную успешность проекта, в сентябре 1969 года Министерство обороны США пересмотрело своё отношение к этой совместной программе, в основном по причине её высокой стоимости. В результате, 20 января 1970 года совместный проект был прекращён, разделившись на две независимые национальные программы, американскую XM803 и германскую «Леопард-2».

## История создания
Начало работ по проекту MBT-70 связано с завершением в 1960 году американской программы разработки перспективного среднего танка T95. Танк T95 не был принят на вооружение, вместо этого были проведены работы по адаптации 105-мм орудия M68 на танк M48, танк с таким орудием был стандартизован как M60, и стал основным боевым танком американской армии. Разработка же нового ОБТ началась «с чистого листа».
|                                                                                               |
|                                                                                               |
|                                                                                               |
| Проекции будущего ОБТ на стадии проектирования в 1959 году: фронтальная, боковая и вид сверху |

В 1957 году в Америке началась разработка лёгкого танка, имеющего в качестве основного вооружения крупнокалиберное 152-мм гладкоствольное орудие с низкой начальной скоростью снаряда, являющееся также пусковой установкой для ПТУРС «Шиллейла». Разработанный по данной программе танк получил название «Шеридан», а его КУВТ (комплекс управляемого вооружения танка) предполагалось также использовать на перспективном ОБТ. Программа разработки нового ОБТ получила рабочее название MBT(MR). В рамках этой программы была проведена начальная разработка многих систем перспективного танка, таких как гидропневматическая подвеска, совмещённое боевое отделение и отделение управления и так далее.
В 1962 году между США и ФРГ было достигнуто соглашение о совместной разработке основного боевого танка на замену M60 (одновременно с программой модернизации последнего, которая в итоге победила по соображениям экономического характера). Это соглашение имело целью создание общего для армий обеих стран образца к 1970 году, причём соглашение предусматривало прекращение самостоятельных разработок по данному направлению. Считалось, что объединение конструкторских, финансовых и производственных ресурсов обеих стран даст возможность достаточно быстро и относительно дёшево создать ОБТ, воплощающий все наиболее передовые разработки в данной области. Кроме того, в перспективе это упрощало вопросы обслуживания, обучения и снабжения. При этом, разработка проекта танка, как в США, так и в ФРГ, велась на конкурсной основе, — ведущие компании танкостроительной отрасли направили аванпроекты на рассмотрение военного командования обеих стран, — из направленных проектов предстояло отобрать образцы для воплощения сначала в фанере (габаритные макеты), а затем в металле (опытные прототипы). Параллельно с проектами танка в целом, шла конкурентная борьба среди предприятий металлургической, двигателестроительной, радио- и электронной отраслей, производителей вооружения за право изготовления основных узлов и агрегатов перспективного танка, его ствольного и пушечного вооружения, средств связи и так далее. Казённые исследовательские учреждения руководили конкурсным процессом, задавая основные технические требования к предлагаемым проектам. В 1962—1963 годах велись научно-исследовательские работы, в 1963—1964 годах проводилась стадия макетирования в натуральную величину, изготовление и испытания опытных образцов корпуса танка, трансмиссии, подвески, двигательной установки.
Когда летом 1963 года американская промышленность только готовилась изготавливать макеты из фанеры, западногерманский прототип уже проходил последнюю стадию испытаний перед принятием на вооружение по программе создания «европейского танка» для Бундесвера и западноевропейских стран. Тем не менее, поскольку договорённости среди европейских стран достичь не удалось, танк успешно прошёл испытания, но не был запущен в производство. Опытный прототип был вооружён 105-мм пушкой, его боевая масса составляла менее 40 тонн, двигательная установка была представлена многотопливным двигателем, машина развивала до 60 км/ч по трассе или ровному твёрдому грунту и была самым быстрым ОБТ своего времени, обладая при этом довольно низким силуэтом, простой и надёжной подвеской.
После того, как власти США определились с проектом перспективного танка и предполагаемыми подрядчиками, для обеспечения контроля за ходом работ было создано Объединенное конструкторское управление (Joint Engeneering Agency, JEA), в которое вошли представители обеих стран. В это управление входила совместная группа разработки (Joint design Team, JDT), в котором были объединены конструкторские команды основных исполнителей проекта, фирм Lockheed Martin и Allison (подразделение General Motors Corporation) с американской стороны, и German Development Corporation с немецкой. Участие сторон было равноправным. Тактико-технические требования к новому танку были сформулированы обеими сторонами в начале 1964 года. С GMC как генеральным подрядчиком с американской стороны был заключен контракт с оплатой затрат и поощрительным вознаграждением на проведение НИОКРов на общую сумму $43 728 000. Примерно четверть от этой суммы предполагалось израсходовать на разработку мощного многотопливного двигателя с переменной степенью сжатия и гидропневматической подвеской. Подрядчиками и субподрядчиками выступали:

| С американской стороны частный сектор генеральный подрядчик - танк — General Motors Corp., Allison Division, Кливленд, Огайо; субподрядчики - двигатель — Continental Aviation and Engineering Corp., Детройт, Мичиган - подвеска — National Waterlift Co., Каламазу, Мичиган - система управления огнём — Philco-Ford Corp., Aeronutronic Division, Ньюпорт-Бич, Калифорния; - оптико-электронные приборы/Смотровые приборы/Прицельные приспособления — Perkin Elmer Corp., Норуолк, Коннектикут; - пространственно-дальномерный прибор — Radio Corp. of America, Берлингтон, Массачусетс; - приборы — General Dynamics Corp., Fort Worth Division, Форт-Уэрт, Техас; альтернативный поставщик - ПТУРС, дальномер — Martin Marietta Corp., Martin-Orlando Division, Орландо, Флорида. государственный сектор - танк — Автобронетанковое управление Армии США, Уоррен, Мичиган (испытания); Кливлендский армейский автобронетанковый завод, Кливленд, Огайо (сборка); - танковая пушка — Уотервлитский арсенал Управления вооружения, Уотервлит, Нью-Йорк; - танковый пулемёт — Фрэнкфордский арсенал Управления вооружения, Филадельфия, Пенсильвания; - ПТУРС — Редстоунский арсенал Управления ракетных войск, Редстоун, Алабама; - боеприпасы — Пикатиннский арсенал Управления вооружения, Джефферсон, Нью-Джерси. | С немецкой стороны подрядчики - бронекорпус — Blohm und Voss GmbH, Гамбург; - башня — Kasseler Waggonfabrik Wegmann & Co., Кассель, Гессен; - трансмиссия — Zahnradfabrik Renk AG, Аугсбург, Бавария; - двигатель — Daimler-Benz AG, Штутгарт, Баден-Вюртемберг; - подвеска — Frieseke & Hoepfner GmbH, Эрланген, Бавария; - танковая пушка — Rheinmetall GmbH, Дюссельдорф, Северный Рейн-Вестфалия. |

Кроме того, в проекте с обеих сторон принимал участие ряд мелких субподрядчиков, поставщиков комплектующих и тому подобные. Линии сборки танков предполагалось запустить: в США — на базе Кливлендского армейского автобронетанкового завода — казённого предприятия администрируемого по контракту компанией Allison, в ФРГ — на Аугсбургском заводе Renk AG (как головного предприятия в структуре Deutschen Entwicklungsgesellschaft).

### Американский и немецкий варианты
С самого начала работ проявилась разница в требованиях немецкой и американской стороны. Американская сторона, создавшая к моменту разработки танка комбинированный пушечно-ракетный комплекс калибра 152 мм, приспособленный для запуска ПТУРС и стрельбы обычными артиллерийскими снарядами, настаивала на принятии его в качестве основного вооружения танка MBT-70. Западногерманская сторона предложила устанавливать на танк скорострельную 120-мм гладкоствольную пушку с мощным подкалиберным снарядом, мотивируя это тем, что танк предназначается, главным образом, для боевых действий в Европе, где, по мнению специалистов ФРГ, танковые бои будут проходить на дальностях, не превышающих 2000 м. В результате был достигнут определённый компромисс:
- Американский вариант MBT-70 должен быть вооружён 152-мм пушкой XM150, которая могла вести огонь ПТУРС.
- Немецкий вариант KPz 70 предполагал установку 120-мм гладкоствольного орудия.

Предполагалось, что основным вооружением нового танка станет XM150, но некоторое количество танков немецкого производства получит 120-мм орудие, по желанию немецкой стороны.
В результате этого компромисса, каждая сторона занималась изготовлением и подготовкой собственного прототипа, сконструированного с учётом национальных требований. Итоговый вариант должен был быть выбран на основе сравнительных испытаний, и включать в себя черты как одного, так и другого прототипа.

### Ход разработки
Выработка требований к новому танку затянулась до 1966 года, что не в последнюю очередь было вызвано трудностями в обеспечении совместной работы двух равноправных команд разработчиков. Помимо того, что работы велись одновременно в Детройте и Аугсбурге, существовало также множество других препятствий, таких как языковой барьер, разница в инженерной практике американцев и немцев, разные системы измерения (немцы использовали метрическую, а американцы английскую), разница требований военных ведомств и так далее. В результате основные противоречия удалось преодолеть, договорившись, что каждая группа будет работать над своим вариантом, используя привычные методики разработки, систему измерения и язык документации, при этом все системы двух вариантов должны были быть взаимозаменяемы, а описания промежуточных узлов и соединений должны были использовать метрическую систему и английский язык.
После того, как основная документация была разработана, в США и в ФРГ началась разработка первых опытных образцов MBT-70, и в 1967 году начались их испытания.
На американском опытном образце были установлены преимущественно американские системы, на немецком — немецкие. Такими различными системами были, в первую очередь:
- основные орудия
- автоматы заряжания
- двигатели
- гидропневматические подвески

Существовали также незначительные отличия в проектной документации корпусов и башен танков. Многие установленные системы были одинаковыми.
В 1965 году был составлен эскизный проект танка и изготовлено пять деревянных макетов в натуральную величину, в 1966 году выполнен технический проект, а в июле 1967 году на танковых заводах в Кливленде (США) и Аугсбурге (ФРГ) изготовлены первые два опытных образца танка. К сентябрю 1968 года было изготовлено двенадцать опытных образцов танков МВТ-70 — по шесть в каждой стране (вместо намеченных по плану шестнадцати).
Первые опытные образцы предназначались в основном для ходовых испытаний, были выполнены из обычной конструкционной стали, и не имели приборов и систем, отвечающих за управление огнём. В 1969 году на испытания поступили полностью комплектные опытные образцы, с установленным комплектами СУО. В общей сложности было изготовлено 14 опытных образцов, по 7 каждой стороной проекта.

### Окончание программы
Разработка MBT-70 сопровождалась многочисленными проблемами технического порядка, в частности, возникли проблемы с доводкой как американской, так и немецкой версии автомата заряжания. Кроме того, американцы столкнулись с недостаточной мощностью двигателя (она была впоследствии увеличена), а также с недостаточной производительностью системы разворота башни. Немцы испытывали проблемы с доводкой собственной системы СУО. Но наиболее значительной проблемой стало превышение на четыре тонны установленного весового лимита. Немецкая сторона, ограниченная требованиями существующей логистики, потребовала внесения изменений в конструкцию, направленных на снижение веса танка, американцы не были склонны пойти навстречу этим требованиям.
В сентябре 1969 года аппаратом министра обороны США был затребован и проведён полный анализ программы MBT-70. Анализ выявил, что первоначальный бюджет программы был превышен в пять раз, и что окончание разработки и начало серийного производства потребуют дополнительных затрат в 544 миллиона долларов, что давало конечную стоимость одного танка в 1,2 миллиона долларов. Это оказалось неприемлемым для немецкой стороны, и ФРГ объявила о своем выходе из проекта. Американцы также посчитали дальнейшие работы по MBT-70 нецелесообразными, и 20 января 1970 года проект был закрыт. Тем не менее, работы по данной теме в США были продолжены, в рамках разработки упрощённой версии XM803. В ФРГ, тем временем, начались работы по новому танку «Леопард-2».

## Описание конструкции
MBT-70 имел необычную компоновку. В переднем отделении танка размещался топливный бак, отделенный от боевого отделения герметичной бронеперегородкой. Весь экипаж располагался в башне танка, причём водитель был размещен в отдельной вращающейся капсуле, размещенной внутри башни. Моторно-трансмиссионное отделение располагалось сзади и имело увеличенные по высоте и длине размеры. Танк не имел отдельного отделения управления. Из-за увеличенной кормовой части, в которой должен был размещаться механизм заряжания, башня отличалась большой длиной. Крепление пушки выдвинуто вперед, цапфы вынесены из забронированного пространства и размещены в специальных щеках.

### Корпус и башня танка
Броневая защита танка – противоснарядная. Корпус танка — сварной из катаных листов, для увеличения объема и размещения погонного устройства большого диаметра он был снабжен надгусеничными нишами. Углы наклона лобовых листов составляли 60°. Башня приплюснутой формы с большим углом наклона бортов также была выполнена сварной. ВЛД была собрана из внутренней литой детали и наружного броневого листа из катаной брони высокой твёрдости, представляя собой, таким образом, разнесенную бронепреграду.  В целом по машине, по разнесенной (двухпреградной) схеме бронирования выполнены: верхняя лобовая деталь бронекорпуса, лобовая часть башни, её борта, а также боковые стенки ниши.
Характеристики бронирования МВТ-70 и спустя 45 лет после прекращения проекта, остаются закрытыми грифом. 
В общем виде известно, что бронирование МВТ-70 было рассчитано на обеспечение защиты от современных бронебойных кумулятивных и бронебойных подкалиберных снарядов танковых пушек в диапазоне значений курсовых углов обстрела ±30° на дальности 500—1000 м. И для защиты лобовой проекции башни танка была использована двухпреградная система брони из стали повышенной противоснарядной стойкости. Также известно, что ни на одном из 14 опытных образцов МВТ-70 проектная бронезащита не устанавливалась и в составе объекта не испытывалась.
По имеющимся данным, опубликованным за прошедшие десятилетия в зарубежных и  отечественных изданиях, бронирование танка МВТ-70 ‒ разнесённое. Известно, однако, что разнесенное бронирование оказывается эффективным от оперенных подкалиберных снарядов (БОПС) с длинными корпусами в результате действия на них изгибающих моментов, вызванных асимметрией сопротивления их внедрению. Вместе с тем, с учетом приоритета защиты МВТ-70 от кумулятивных средств поражения (кумулятивных снарядов и ПТУРС), бронепробивная способность последних в рассматриваемый период составляла 400—450 мм стали, а на перспективных образцах ПТУРС достигала 600 мм, одно лишь разнесение преград из стали не дает необходимого эффекта по комплексной защите от БОПС и кумулятивным снарядам. И одним из решений является наличие наполнителя (вставок) с более высокой, чем у воздуха, струегасящей способностью. По некоторым источникам, для повышения защитных свойств на танке МВТ-70 применена комбинированная бронезащита.
По данным работы М. В. Павлова, опиравшимся на исследования и архивы ВНИИтрансмаша, бронекорпус МВТ-70 выполнен из комбинированной брони (сталь+алюминий+стеклопластик), смотри схему броневой защиты.
Лишь в последние годы (45 лет спустя) появилось на сайте, связанном с артиллерийским музеем сухопутных войск США (Абердин) краткое упоминание о планировавшейся для предсерийных образцов МВТ-70 разнесенной бронезащиты, у которой внешним (лицевым) слоем являлась комбинированная преграда «сталь+вольфрамовый сплав+сталь» — очевидно, прообраз тяжёлой «урановой брони», реализованной в 1988 году на танке M1A1HA.
Проектный уровень защиты лобовой проекции МВТ-70 от боеприпасов с кумулятивной боевой частью (в эквивалентных толщинах гомогенной стальной брони) составлял порядка 400 мм стали (вероятно лоб башни). При том, что бронепробивная способность кумулятивного снаряда «3БК4» 115-мм пушки У-5ТС «Молот» составляла 440 мм/0° на любой дальности, а оперённого подкалиберного снаряда со стальным корпусом «3БМ3» - 300 мм/0°/1000 м. Таким образом заданный ТТТ уровень стойкости от 115-мм бронебойного оперённого снаряда на дистанции 800 м вполне обеспечивался. По сравнению с серийными танками М60А1 и «Леопард» танк МВТ-70 отличался усиленной броневой и особенно противоатомной защитой за счёт повышения толщины брони, применения подбоев, введения совершенной системы противоатомной защиты и изменения силуэта машины. Для защиты от проникающей радиации применен специальный, боросодержащий подбой на основе полиэтилена толщиной 50—100 мм.
Верхний и нижний лобовые листы устанавливались под наклоном, борта и корма корпуса имели вертикальное бронирование. Задняя часть корпуса, в месте расположения МТО, имела большую высоту, чем передняя.
Башня танка представляла собой сварную конструкцию из литой внутренней детали, дополнительного разнесенного бронирования из катаной гомогенной брони в передней части башни с наполнителем, и развитой сварной ниши. Передняя часть башни имела форму усеченного конуса, ниша имела трапециевидную форму. Поскольку в башне размещался весь экипаж, она имела относительно большие размеры. Башня танка МВТ-70, вооружённого 120-мм пушкой, имела некоторые конструктивные отличия от башни американского варианта танка, вооруженного 152-мм орудием (пусковой установкой XM150), но полностью взаимозаменяема с ней по погонному устройству (могли устанавливаться на один и тот же корпус танка).
Башня имела закрытую цилиндрическую корзину, фактически, представляющую собой боевое отделение танка. За пределами корзины башни, в танке не было обитаемых отделений. В днище корзины по центру имелся эвакуационный люк, совпадающий с эвакуационным люком в днище корпуса.
На крыше башни с правой стороны размещался люк наводчика, командирская башенка, круглый вырез для верхней части капсулы водителя (с левой стороны), а также порты для панорамного и ночного прицелов. Кроме того, с левой стороны башни за капсулой водителя имелся цилиндрический наплыв, в котором располагалась станция дистанционного управляемого вспомогательного вооружения. Верхняя часть ниши башни представляла собой двустворчатую вышибную панель.
Внутри башни находилась вертикальная цилиндрическая капсула для водителя, заканчивающаяся с верхней части куполом наблюдения с двустворчатым люком. Капсула была установлена на крыше башни на подшипниковом подвесе, гидравлический привод капсулы обеспечивал её контр-вращение относительно башни танка таким образом, чтобы капсула всегда была ориентирована вдоль продольной оси танка, или с отклонением в 50 градусов в ту или другую сторону. Позиция с отклонением использовалась для того, чтобы водитель мог использовать для вождения боковой перископ купола, в случае повреждения переднего. Кроме того, капсула имела фиксированное положение, развернутое на 180 градусов относительно продольной оси башни, такое положение использовалось тогда, когда башня была развернута по походному. Внутренняя часть капсулы могла гидравлически регулироваться по высоте, для того, чтобы обеспечить управление при открытом люке водителя.

### Вооружение
Вооружение MBT-70 состояло из основного орудия XM150, КУВТ «Шиллейла» и набора вспомогательного дистанционно управляемого вооружения.

#### XM150
В качестве основного вооружения на MBT-70 использовалась нарезная 152-мм танковая пушка XM150E5, являющаяся одновременно пусковой установкой для ПТУРС. Предполагалось, что такое относительно короткое орудие большого калибра имеет преимущество в могуществе осколочно-фугасных и кумулятивных снарядов, а малая начальная скорость компенсируется тем, что на больших дистанциях для борьбы с бронетехникой противника вместо снарядов будут применяться ПТУРС.
XM150E5 представляла собой удлинённую до 30 калибров модификацию орудия, использовавшегося на лёгком танке M551 «Шеридан», а также на танке M60A2.
Орудие XM150E5 нарезное, калибра 152 мм, длина ствола 30,5 калибра, шаг правых нарезов 43,5. Для обеспечения правильного положения снаряда в нижней части ствола по всей длине имелась продольная проточка, с которой входил в зацепление специальный выступ на гильзе. Затвор поршневой, полуавтоматический, с электрическим приводом. Орудие имело систему экстракции пороховых газов после выстрела, заимствованную у танка «Шеридан», впоследствии её заменили на систему принудительной продувки ствола сжатым воздухом.
Орудие стабилизировалось в двух плоскостях.
В кормовой нише башни находился автомат заряжания. Планировалось оснастить все танки немецким АЗ фирмы Rheinmetall, но из-за трудностей с доводкой последнего поздние американские прототипы оснащались американским АЗ фирмы General Motors, автоматы заряжания имели незначительные отличия. Магазин АЗ конвейерного типа, на 26 выстрелов, доступ к АЗ и заряжание производилось через люк, расположенный в нижней части ниши башни (для обеспечения доступа башня разворачивалась на 90 градусов). Кроме того, магазин АЗ можно было пополнять через лючок в бронеперегородке между нишей и БО танка, а также снаружи, через лючок в задней части ниши башни. Механизм досылателя имел цепной привод, размещённый внутри стационарной трубы досылателя, имеющей телескопический трубчатый удлинитель.
Заряжание происходило следующим образом:
- конвейерный магазин осуществлял выбор и подачу нужного типа боеприпаса
- орудие отсоединялось от системы стабилизации, и приводилось в нейтральное положение
- электропривод открывал затвор, и выстрел подавался в орудие через выдвинутый удлинитель досылателя АЗ
- затвор закрывался электроприводом, и орудие приводилось в своё исходное положение, соединяясь с системой стабилизации

Так как XM150 использовало унитарные выстрелы с полностью сгораемой гильзой, экстракции гильзы не требовалось. Была заявлена скорострельность около десяти выстрелов в минуту при использовании обычных боеприпасов. Возможно было также ручное заряжание, в этом случае декларировалась скорострельность четыре выстрела в минуту.
Кроме магазина АЗ, боеприпасы располагались также в нескольких дополнительных вертикальных боеукладках. Одна из них на восемь выстрелов располагалась в нише корпуса между боевым и моторно-трансмиссионным отделением, для доступа к этой боеукладке использовался специальный люк в корзине башни в районе расположения водителя. Кроме того, двенадцать выстрелов располагались спереди и сзади капсулы водителя внутри башенной корзины. Общий боезапас составлял сорок шесть выстрелов пяти различных типов.
Боекомплект пушки XM150E5 включал те же типы выстрелов, что и боекомплект орудия танка «Шеридан», кроме того, с учетом увеличенной длины ствола для него арсеналом Пикатинни был разработан выстрел типа БОПС англ. APFSDS со сгораемой гильзой, индекс выстрела ХМ578Е1. Полётная часть (бронебойный сердечник) последнего был выполнен из нового, на вторую половину 1960-х годов, вольфрамового сплава, содержащего 97,5% вольфрама, массовая плотность сплава составляла 18,5 г/см3. Поддон четырёхсекторный из пластмассы. Оперение полётной части — стальное. Бронепробиваемость выстрела ХМ578Е1 составляла 220—250 мм стальной брони на дальности 2000 м при угле соударения (от нормали) 60°. После прекращения проекта наработки арсенала Пикатинни по выстрелу ХМ578 с оперённым подкалиберным снарядом были использованы при создании 105-мм выстрелов ХМ735 и ХМ774 для танка ХМ-1, принятых на снабжение.
| Номенклатура боеприпасов 152-мм танкового орудия XM150E5                   |             |                  |                 |                         |                        |
| Тип                                                                        | Обозначение | Вес выстрела, кг | Вес снаряда, кг | Начальная скорость, м/с | Дальность табличная, м |
| Противотанковый управляемый реактивный снаряд с кумулятивной боевой частью | MGM-51C     | 28               | 28              | -                       | 3000                   |
| Бронебойный оперённый подкалиберный трассирующий, APFSDS-T                 | ХМ578Е1     | 18,2             | 9,1             | 1478                    | -                      |
| Кумулятивно-трассирующий, HEAT-T                                           | М409А1      | 22,6             | 19,5            | 754                     | -                      |
| Противопехотный с готовыми стреловидными поражающими элементами            | ХМ617       | -                | -               | -                       | -                      |
| Картечь                                                                    | М625А1      | 21,8             | 19              | 754                     | -                      |

#### КУВТ «Шиллейла»
Комплекс управляемого вооружения танка «Шиллейла» (англ. Shillelagh) являлся основным противотанковым вооружением MBT-70, и предназначался для поражения бронетехники противника на дистанциях до 3000 метров (MGM-51B/C). Бронепробитие по стальной катанной гомогенной броне средней твёрдости (по американским данным, занижены): 400 мм/0° или не хуже 150 мм/60°. По данным ВНИИ-100 — 600 мм/0°.
В состав КУВТ входили:
- Противотанковый управляемый реактивный снаряд MGM-51C с кумулятивной БЧ.
- Прибор наведения с ИК-приёмником, встроенный в прицел наводчика.
- Блок формирования команд.
- Модулятор.
- ИК-передатчик.
- Блок питания.
- Аппаратура управления.
- Встроенная контрольно-проверочная аппаратура.

ПТУРС MGM-51C имел следующую конструкцию: в передней части размещалась кумулятивная БЧ массой 6,8 кг, закрытая головным пластиковым обтекателем. За ней располагался блок управления, после него — газовый генератор, питающий газовые рули, а также маршевый двигатель. Хвостовая часть, помимо сопла маршевого двигателя, содержала ИК излучатель и ИК-приёмник. Стабилизация в полёте раскрывающимися стабилизаторами, находившимися в хвостовой части.
ПТУРС запускался из основного танкового орудия XM150 при помощи специального заряда со сгораемой гильзой. Подача и заряжание осуществлялась так же, как и подача других выстрелов, при помощи АЗ.
После выстрела наводчик должен был удерживать прицельную марку на цели в течение всего времени полёта. Установленный в прицеле наводчика ИК-приёмник получал сигнал от установленного в хвостовой части ИК-излучателя, при помощи чего вычислялось отклонение траектории снаряда от линии прицеливания. На основе этого отклонения, а также данных о расстоянии до цели (полученных с лазерного дальномера), данных о угловом перемещении цели (полученных от механизма стабилизации), и других данных, формировались корректирующие команды. Команды преобразовывались в модуляторе, и поступали на ИК-передатчик, смонтированный на передней стенке башни слева от маски орудия. ИК-передатчик транслировал команды на ИК-приёмник снаряда, где они преобразовывались в управляющие сигналы для её газовых рулей.

#### Вспомогательное вооружение
Вспомогательное вооружение MBT-70 составляли:
- 20-мм автоматическая пушка Rheinmetall RH202 с дистанционным управлением.
- 7,62-мм пулемёт M73, спаренный с основным орудием.
- Восемь дымовых гранатомётов XM176, установленных на башне.

Пушка RH202 устанавливалась в турельной установке кругового обстрела, установленной в специальной капсуле в левой задней части башни. В походном положении установка находилась внутри башни, под двустворчатым люком, ствол пушки при этом разворачивался в сторону задней части башни. При ведении огня установка выдвигалась.
Автоматическая пушка имела двухленточное питание, в одной ленте находились бронебойные, в другой разрывные снаряды. Короба лент находились в корзине установки. Боезапас составлял 750 выстрелов двух типов. Турельная установка имела круговой обстрел, углы вертикальной наводки от −10 до +65 градусов. Огонь из автоматической пушки мог вести как наводчик, так и командир танка, используя свои основные прицелы.
Спаренный пулемёт M73 был установлен справа от танкового орудия, имел ленточное питание, короба с лентой на 3000 патронов были смонтированы на передней стенке корзины башни. Дополнительные ленты находились в коробках, хранившихся на днище танка под полом корзины. Пулемет имел электроспуск, систему сбора стреляных гильз, также систему продувки для удаления пороховых газов. Огонь из пулемета могли вести наводчик и командир.
На боковых стенках ниши башни были смонтированы дымовые гранатомёты XM176, по четыре с каждой стороны.

### Двигатель и трансмиссия
На американских вариантах танка устанавливались дизельные двигатели Continental AVCR-1100. Двигатель AVCR-1100 имел воздушное охлаждение, степень сжатия двигателя могла изменяться в диапазоне от 1:22 при запуске до 1:10 при полной нагрузке. Двигатель выдавал 1475 л. с. при 2800 об./мин.
Существовало две версии AVCR-1100-2 и AVCR-1100-3, отличающиеся друг от друга рабочим объёмом и немного видоизменённой конструкцией системы воздушного охлаждения цилиндров. AVCR-1100-2 имел объём 18353 см² при диаметре цилиндра 12,38 см, в AVCR-1100-3 объём был увеличен до 22286 см² за счёт увеличения диаметра цилиндра до 13,65 см.
Немецкие модели оснащались дизельными двигателями водяного охлаждения MB-873 производства компании Daimler-Benz, мощностью около 1500 л. с.
И американские и немецкие модели использовали автоматическую трансмиссию Renk HWSL 354. Трансмиссия имела четыре передние, четыре задние скорости, обеспечивала автоматическое и ручное переключение передач. Механизм поворота двухпоточный, с гидростатической передачей мощности от двигателя. Помимо этого, в трансмиссию был встроен гидродинамический механизм торможения. Танк имел планетарные бортовые передачи.
Американский вариант танка имел два складывающихся шнорхеля для преодоления водных преград умеренной глубины. Шнорхели выдвигались и убирались в корпус танка дистанционно, двигательный отсек танка при преодолении водной преграды затапливался. Для преодоления более глубоких водных преград предусматривался дополнительный комплект монтируемого оборудования. Немецкий вариант танка имел герметизируемый двигательный отсек.
Один топливный бак был размещён в носовой части танка и служил дополнительной защитой, два других топливных бака располагались вдоль боковых стенок двигательного отделения.

### Ходовая часть
Ходовая часть MBT-70 состояла из двенадцать обрезиненных опорных катков, двух ведущих колёс в задней части танка, двух направляющих колёс в передней части и шести поддерживающих катков.
Подвеска независимая, гидропневматическая, поршневого типа. Подвеска позволяла регулировать дорожный просвет танка, причём регулирование производилось независимо для четырёх групп из трёх катков каждая (группа объединяла три передних или три задних катка с каждой стороны танка). Таким образом кроме дорожного просвета мог изменяться продольный или поперечный наклон корпуса.
На американских версиях была установлена американская подвеска производства фирмы National Water Lift. Управление подвеской осуществлялось с пульта, установленного на месте наводчика. Пульт управления содержал четыре рычага управления, каждый из которых задавал дорожный просвет для одной из групп катков. Рычагами можно было оперировать как вместе, так и по отдельности.
Немецкие версии были оснащены немецкой подвеской фирмы Frieseke und Hoepfner, отличавшейся от американской конструкцией балансиров, а также возможностью автоматического управления. Управление подвеской могло осуществляться как поворотными регуляторами с пульта на рабочем месте водителя, так и тумблерами подъёма и опускания на рабочем месте наводчика.
Регулировка натяжения гусениц производилась перемещением опорного колеса, причём эта регулировка могла быть осуществлена как вручную, так и автоматически. При изменении дорожного просвета перенатяжение гусениц производилось автоматически.

### Размещение экипажа и органы управления
Весь экипаж MBT-70 располагался в боевом отделении танка, ограниченном корзиной башни.
Водитель танка располагался в специальной капсуле, размещённой с левой стороны башни. Капсула крепилась на вращающемся подвесе к люку водителя, состояла из вращающейся части люка с приспособлениями для наблюдения, вертикальной балки с укреплёнными на ней органами управления, а также полика с установленным на нём сиденьем водителя. Балка имела приспособления для регулирования высоты, что позволяло в случае необходимости вести танк «по походному».
Водитель осуществлял управление при помощи основного пульта, представляющего собой штурвал с двумя установленными под углом вращающимися рукоятками по типу мотоциклетных, вращение которых вокруг продольной оси отвечало за управление акселератором, а отклонение управляло торможением. На американской версии MBT-70 рукоятки были ориентированы вниз, на немецкой — вверх. Помимо пульта управления, на балке водительской капсулы располагался пульт интеркома, основной блок контрольных приборов, а также телевизионный монитор камеры переднего обзора (на американском варианте), установленной на ВЛД. Камера служила для наблюдения в пределах мёртвой зоны в передней части танка. Дополнительное оборудование рабочего места водителя размещалось на левой стенке башни, в него входили резервные органы управления танком (на случай отказа основного пульта или заклинивания капсулы в непригодном для управления положении), дополнительный блок контрольных приборов, блок управления трансмиссией, органы управления прожектором.
Для наблюдения за обстановкой водитель использовал три перископа, встроенных в люк. В случае выхода из строя основного перископа, капсула могла быть сориентирована таким образом, что наблюдение по ходу движения можно было осуществлять в один из двух боковых перископов. В обычной ситуации капсула была всегда ориентирована вдоль продольной оси танка, вне зависимости от положения башни, но в случае необходимости могла быть развернута на 180 градусов относительно обычного положения, для осуществления движения задним ходом. В походном положении башня разворачивалась против хода танка, а капсула разворачивалась по ходу, причём и башня и капсула имели фиксацию в таком положении.
С правой стороны башни располагалось рабочее место наводчика орудия. Сиденье наводчика крепилось на правой стенке башни на регулируемом подвесе. Перед наводчиком располагался орудийный прицел, имевший ночной канал с подсветкой от инфракрасного прожектора. Поле зрения прицела наводчика было стабилизировано в двух плоскостях. Рядом с прицелом находился блок управления лазерным дальномером. Под прицелом находился пульт управления вооружением, состоящий из штурвала с двумя рукоятками, служащего для вертикального наведения орудия и разворота башни, а также контрольной панели выбора типа боеприпаса и переключения режимов стрельбы. На правой стенке башни над сиденьем наводчика была вмонтирована автоматическая контрольно-проверочная аппаратура, а также вспомогательный пульт управления разворотом башни. Наводчик имел монитор телевизионного ночного прицела командира танка.
За местом наводчика в правой задней части башни располагался командир танка. Сиденье командира было смонтировано на гидравлическом регулируемом подвесе, закреплённом на задней части погона башни, подвес сиденья был оборудован поликом. В купол люка командира были встроены шесть призматических приборов наблюдения, дававших круговой обзор. Перед люком командира на крыше башни были смонтированы панорамный стереоскопический прицел и ночной оптический и телевизионный прицел, монитор которого находился около окуляра панорамного прицела. Перед командиром располагался пульт управления в виде штурвала, который мог быть использован как для наведения орудия и разворота башни, так и для управления танком, переключение функций штурвала осуществлялось кнопками на его корпусе. С левой стороны от места командира были расположены основная приборная панель командира, панель радиостанции и интеркома, органы управления поисковым прожектором и навигационная панель. Поле зрения панорамного и ночного прицела командира танка было стабилизировано в двух плоскостях.
На немецком варианте танка командир также имел вспомогательный пульт дистанционного управления подвеской.

### СУО и приборное оборудование
СУО MBT-70 состояло из:
- стабилизированного в двух плоскостях перископического прицела наводчика орудия переменной кратности, имевшего инфракрасный ночной канал с подсветкой от инфракрасного прожектора
- стабилизированного в двух плоскостях панорамного стереоскопического прицела командира танка
- стабилизированного в двух плоскостях ночного панорамного прицела командира танка, имевшего оптический инфракрасный канал с подсветкой от инфракрасного прожектора и телевизионный пассивный канал
- системы стабилизации в двух плоскостях основного орудия
- системы стабилизации в двух плоскостях вспомогательного орудия
- цифрового баллистического вычислителя
- лазерного дальномера, совмещённого с прицелом наводчика
- пульта управления вооружением наводчика
- пульта управления вооружением командира танка
- гирокомпаса
- датчика температуры наружного воздуха, силы и направления ветра
- датчика температуры пороха
- датчика изгиба ствола основного орудия
- прожектора инфракрасной подсветки.

Кроме того, в СУО входили системы КУВТ «Шиллейла».
Прицел наводчика, прожекторы, инфракрасный передатчик КУВТ имели броневые шторки с дистанционным управлением. Ночной прицел командира танка был выполнен выдвигающимся.
Наводчик мог переключаться между ведением огня из основного орудия, вспомогательного орудия или спаренного пулемёта. Вспомогательное орудие, в случае ведения стрельбы наводчиком, наводилось в одну точку с основным, поскольку использовался тот же прицел. Наводчик также мог выбрать один из пяти типов боеприпасов для основного орудия, и один из двух для вспомогательного.
Командир мог вести огонь из основного и вспомогательного орудия при помощи панорамного или ночного прицела, наведение осуществлялось штурвалом управления. Переключатели управления оружием были выведены непосредственно на штурвал. В случае ведения огня из вспомогательного орудия командиром оно могло наводиться независимо от основного.
Танк МВТ-70 оснащён сложным комплексом электронной аппаратуры и электрооборудования. В него входят система опознавания танков «свой-чужой», навигационная аппаратура для ориентирования на местности с автоматической отметкой местонахождения танка на карте, средства защиты от радиолокационного и инфракрасного обнаружения противником, средства внутренней и внешней связи, источники электроэнергии (генератор и аккумуляторные батареи) и другая аппаратура.
MBT-70 был оборудован радиостанциями КВ и УКВ диапазонов, интеркомом, системой очистки и кондиционирования воздуха с возможностью работы в условиях радиационного и химического заражения местности. Система коллективной защиты включала в себя систему создания избыточного давления в обитаемом отделении, фильтровентиляционную установку, кондиционера, обогревателя, аппаратуру  химической и радиационной разведки, а также впервые в западной практике противорадиационный подбой.
Танк имел распределенную автоматическую систему пожаротушения.

### Комментарии
1. ↑  Действие изгибающих моментов на корпус сердечника приводит к его деформированию и даже разрушению в результате его удара по основной броне в поврежденном виде и с пониженной устойчивостью. Защита танков. Под редакцией В.А. Григоряна. - М.: Издат. МГТУ им. Н. Э. Баумана, 2007.
2. ↑  Откуда взяты эти данные, неизвестно. За прошедшие десятилетия не подтверждены никакими иными источниками. Известно, однако, что один из вариантов бронирования объекта 432 в виде комбинации сталь+алюминий+сталь (лоб башни) и сталь+стеклопластик+сталь (ВЛД корпуса) был предложен ВНИИтрансмаш и, судя по всему, Павловы, ничтоже сумняшеся, решили оснастить этими решениями и МВТ-70, что, разумеется, никакого отношения к реальности не имеет.
3. ↑  В разработанных к августу 1972 года ТТТ к перспективному танку XM1 требования по стойкости (дистанции непробития) лобовой проекции к 115-мм снаряду APFSDS были сохранены, см History of US Tanks, September 21, 2016 Архивная копия от 16 мая 2017 на Wayback Machine.